# Муниципальное образование «Кутулик»
Муниципа́льное образова́ние «Кутули́к» — муниципальное образование в Аларском районе Иркутской области России. 
Административный центр — посёлок Кутулик.

## Население
| 2010  | 2011  | 2012  | 2013  | 2014  | 2015  | 2016  |
| ----- | ----- | ----- | ----- | ----- | ----- | ----- |
| 5156  | ↘5138 | ↘5130 | ↗5139 | ↗5170 | ↗5226 | ↗5230 |
| 2017  |       |       |       |       |       |       |
| ↘5228 |       |       |       |       |       |       |

## Состав поселения
| № | Населённый пункт | Тип населённого пункта          | Население |
| - | ---------------- | ------------------------------- | --------- |
| 1 | Головинское      | село                            | ↘254      |
| 2 | Кутулик          | посёлок, административный центр | ↗5101     |
| 3 | Шелемина         | деревня                         | →6        |